# Kimi wa Meido-sama
Kimi wa Meido-sama. (君は冥土様。) là một loạt manga của Nhật Bản được viết và minh họa bởi Shotan. Ban đầu, ấn phẩm xuất bản trực tuyến nhiều kỳ trên trang web Sunday Webry của Shogakukan vào tháng 6 năm 2020. Phiên bản anime truyền hình chuyển thể do xưởng Felix Film sản xuất và chính thức lên sóng từ tháng 10 năm 2024.

## Cốt truyện
Yokoya Hitoyoshi là một học sinh trung học hiện đang sống một mình. Một ngày nọ, một cô gái kỳ lạ xuất hiện và muốn làm người hầu cho cậu. Tuy nhiên, cô gái này lại hoàn toàn không có kỹ năng làm việc nhà. Chuyên môn duy nhất của cô là "ám sát". Tuy nhiên quãng thời gian bên cạnh Hitoyoshi đã khiến cô thay đổi... những trang mới của cuộc đời cô bắt đầu mở ra từ đây. 

## Nhân vật
Yokoya Hitoyoshi (横谷 人好)
Lồng tiếng bởi: Yonaga Tsubasa (PV), Toshiki Kumagai (anime)
Một học sinh trung học vụng về sống một mình và thường được cô em gái của cậu là Riko ghé thăm. Ban đầu, cậu bị sốc trước quá khứ đen tối của Yuki là một sát thủ, nhưng dù vậy, cậu vẫn đồng ý thuê cô làm hầu gái và mời cô sống cùng mình. Sau này, theo tình tiết của bộ phim đã tiết lộ rằng trước đây cậu đã từng tỏ tình với một cô gái mà cậu thường dành thời gian gần gũi khi còn nhỏ. Tuy nhiên, cô gái đã từ chối, nói rằng cậu chỉ tỏ tình vì cảm thấy mình "cô đơn", điều này đã khiến tinh thần và sự tự tin của cậu tan vỡ. Từ đó, cậu luôn dè chừng và bác bỏ ý nghĩ yêu một ai đó vì sợ bị từ chối lần nữa. Tuy nhiên, trong suốt diễn biến của câu chuyện, cậu dần nảy sinh tình cảm với Yuki, mặc dù bản thân cậu liên tục phủ nhận điều đó.
Yuki (雪) / Xue (シュエ Shue)
Lồng tiếng bởi: Ueda Reina (PV, anime)

Agemochitarō (あげもち太郎)
Lồng tiếng bởi: Matsui Eriko (anime)
Một chú chó nghịch ngợm mà Hitoyoshi và Yuki nhận nuôi làm thú cưng sau khi thấy nó ở trước hiên nhà của Hitoyoshi.
Yokoya Riko (横谷 李恋)
Lồng tiếng bởi: Iida Hikaru (anime)
Grace (グレイス Gureisu)
Lồng tiếng bởi: Lynn (anime)
Hikage Naka (日陰 ナカ)
Lồng tiếng bởi: Inagaki Konomi (anime)

## Truyền thông

### Manga
Bộ truyện được viết và minh họa bởi Shotan. Kimi wa Meido-sama bắt đầu được đăng nhiều kỳ trên trang web manga Sunday Webry của Shogakukan vào ngày 28 tháng 6 năm 2020. Tập tankōbon đầu tiên được phát hành vào ngày 12 tháng 10 năm 2020. Tính đến thời điểm tháng 3 năm 2025, đã có mười tập tankōbon được phát hành.
Bộ truyện được cấp phép cho thị trường Đông Nam Á bởi Shogakukan Asia.
| #  | Ngày phát hành       | ISBN              |
| -- | -------------------- | ----------------- |
| 1  | 12 tháng 10 năm 2020 | 978-4-09-850306-3 |
| 2  | 12 tháng 2 năm 2021  | 978-4-09-850403-9 |
| 3  | 12 tháng 7 năm 2021  | 978-4-09-850549-4 |
| 4  | 10 tháng 12 năm 2021 | 978-4-09-850812-9 |
| 5  | 12 tháng 5 năm 2022  | 978-4-09-851138-9 |
| 6  | 10 tháng 11 năm 2022 | 978-4-09-851353-6 |
| 7  | 12 tháng 1 năm 2024  | 978-4-09-853082-3 |
| 8  | 8 tháng 8 năm 2024   | 978-4-09-853505-7 |
| 9  | 3 tháng 10 năm 2024  | 978-4-09-853623-8 |
| 10 | 12 tháng 3 năm 2025  | 978-4-09-854002-0 |

### Anime
Vào ngày 24 tháng 12 năm 2023, Shogakukan chính thức công bố tác phẩm anime truyền hình chuyển thể từ loạt manga hài lãng mạn này. Bộ phim được sản xuất bởi Felix Film, Watanabe Ayumu giữ vai trò đạo diễn, vai trò giám sát kịch bản loạt phim do Akao Deko đảm nhận cùng với Kurashima Tomotasu đóng vai trò thiết kế nhân vật và Tokuda Masahiro là người sáng tác nhạc nền. Vào ngày 6 tháng 10 năm 2024, bộ phim được công chiếu trên kênh NUMAnimation của TV Asahi, BS Asahi và 24 đài truyền hình liên kết khác. Ca khúc mở đầu có tựa "Otozure" (おとずれ) do Tricot thể hiện, trong khi ca khúc kết phim mang tựa "Hyōjō Sabun" (表情差分 n.đ. Biểu cảm khuôn mặt) do Dustcell thể hiện. Hãng Medialink chịu trách nhiệm cấp phép bộ phim tại thị trường Đông Nam Á, và châu Đại Dương (ngoại trừ Úc và New Zealand) với phiên bản phụ đề tiếng Việt trên kênh YouTube Ani-One Vietnam.

#### Danh sách tập phim
| TT. | Tiêu đề | Đạo diễn                              | Biên kịch    | Kịch bản phân cảnh  | Ngày phát hành gốc   |
| --- | --- | ------------------------------------- | ------------ | ------------------- | -------------------- |
| 1   | "Cuộc gặp gỡ định mệnh." Chuyển ngữ: "Kimi to Unmei no Deai." (tiếng Nhật: 君と運命の出会い。)                                                                                   | Harima Yū                             | Akao Deko    | Watanabe Ayumu      | 6 tháng 10 năm 2024  |
| 2   | "Muốn biết về chị." Chuyển ngữ: "Kimi wa Shiritai." (tiếng Nhật: 君は知りたい。)                                                                                                 | Makino Tomoe                          | Akao Deko    | Makino Tomoe        | 13 tháng 10 năm 2024 |
| 3   | "Chị là Yuki." Chuyển ngữ: "Kimi wa Yuki-san." (tiếng Nhật: 君は雪さん。) | Nobuta Yū, Hamada Shо̄                 | Akao Deko    | Nobuta Yū           | 20 tháng 10 năm 2024 |
| 4   | "Sẽ không để chị chạy mất đâu." Chuyển ngữ: "Kimi wa Nogasanai." (tiếng Nhật: 君は逃さない。)                                                                                    | Tomoda Masaharu, Yoshinaga Haruka     | Akao Deko    | Tomoda Masaharu     | 27 tháng 10 năm 2024 |
| 5   | "Điều chị muốn bảo vệ." Chuyển ngữ: "Kimi no Mamoritai Mono." (tiếng Nhật: 君の護りたいもの。)                                                                                   | Hamada Shо̄                            | Īzuka Tomoko | Tsuji Hatsuki       | 3 tháng 11 năm 2024  |
| 6   | "Trông chị thật cô đơn." Chuyển ngữ: "Kimi wa Warito Sabishigariya." (tiếng Nhật: 君は割と寂しがりや。)                                                                          | Hamada Shо̄                            | Akao Deko    | Yatagai Kenichi     | 10 tháng 11 năm 2024 |
| 7   | "Cuối cùng chị cũng nhận ra. -Đêm Halloween cùng với nhau-" Chuyển ngữ: "Kimi wa Tsui ni Soko ni Kidzuita." (tiếng Nhật: 君は遂にそこに気付いた。-The Halloween Night With You-) | Yabuuchi Yū                           | Akao Deko    | Shikishima Hirohide | 17 tháng 11 năm 2024 |
| 8   | "Chị và mùa thu của sự thèm ăn" Chuyển ngữ: "Kimi to Shokuyoku (Sōsu) no Aki." (tiếng Nhật: 君と食欲（ソース）の秋。)                                                            | Kobayashi Takashi                     | Īzuka Tomoko | Kobayashi Takashi   | 24 tháng 11 năm 2024 |
| 9   | "Chị và chương lễ hội văn hóa" Chuyển ngữ: "Kimi to Bunka no Dan." (tiếng Nhật: 君と文化の段。)                                                                                  | Shiraishi Michita                     | Īzuka Tomoko | Tsuji Hatsuki       | 1 tháng 12 năm 2024  |
| 10  | "Chị và trái cấm" Chuyển ngữ: "Kimi to Kindan no Kajitsu." (tiếng Nhật: 君と禁断の果実。)                                                                                        | Yū Nobuta Shō Hamada Haruka Yoshinaga | Akao Deko    | Yū Nobuta           | 8 tháng 12 năm 2024  |
| 11  | "Lời chị cầu, lời thiêng liêng" Chuyển ngữ: "Kimi no Inori wa Kami no Inori." (tiếng Nhật: 君の祈りは神の祈り。)                                                                 | Yabuuchi Yū                           | Īzuka Tomoko | Tsuji Hatsuki       | 15 tháng 12 năm 2024 |
| 12  | "Tin lành từ mọi người" Chuyển ngữ: "Kimitachi ni yoru Fukuin." (tiếng Nhật: 君たちによる福音。)                                                                                 | Umezu Tomomi                          | Akao Deko    | Umezu Tomomi        | 22 tháng 12 năm 2024 |

### Khác
Một đoạn quảng cáo cho bộ anime truyền hình được phát trên truyền hình và kênh YouTube của Weekly Shōnen Sunday nhân dịp phát hành tập thứ ba của bộ truyện đã được đăng vào tháng 7 năm 2021. Với sự tham gia của các diễn viên lồng tiếng cho các nhân vật Hitoyoshi Yokoya và Yuki là Yonaga Tsubasa và Ueda Reina.